# Castelfondo
Castelfondo (in Nones: Cjastelfon, deutsch veraltet Kastelpfund) ist eine Fraktion der italienischen Gemeinde (comune) Borgo d’Anaunia in der Provinz Trient, Region Trentino-Südtirol.

## Geografie
Der Ort liegt etwa 42,5 Kilometer nördlich von Trient im oberen Nonstal unweit der Grenze zum Deutschnonsberg, dem zu Südtirol gehörenden Teil des Tales.

## Geschichte
Das Castello di Castelfondo war anfangs im Besitz der Herren von Castelfondo und dann der Cagnò von Castel Cagnò (12. Jh.). Die Burg unterstand bischöflich-tridentiner Recht, jedoch wurde sie bald Teil der Tiroler Lehen. Der von den Rottenburg durchgeführte Umbau (14. Jh.) wird durch das Familienwappen am kleinen Turm der äußeren Umgrenzungsmauer bezeugt. Als Nachfolger der Fuchs kamen die Herren von Thun 1471 in den Besitz der Burg. Deren um 1600 nach Böhmen ausgewanderter Zweig verkaufte das verlassene Schloss im 18. Jahrhundert an den Zweig auf Castell Brughier (Castel Bragher in Coredo), der es bis heute besitzt. Schäden erlitt der Bau durch den Bauernaufstand (16. Jh.) und andere Kriege. Anfang des 20. Jh. wurde die Burg renoviert. Ihr Inneres ist ein regelrechter Kunst- und Geschichtsschrein: das Zimmer der Bischöfe mit den Bildern der Fürstbischöfe Thun, die Waffenkammer, das Don Chisciotte-Zimmer, die gut bestückte Bibliothek mit Archiv.
Castelfondo war bis 2019 eine eigenständige Gemeinde und schloss sich am 1. Januar 2020 mit den Nachbargemeinden Fondo und Malosco zur neuen Gemeinde Borgo d’Anaunia zusammen.

## Persönlichkeiten
- Guidobald von Thun und Hohenstein (1616–1668), Kardinal
- Adalbert Heuffler von Rasen und Hohenbühel (1631–1696), Abt des Stiftes Admont